# Сафрол
Сафролът е органично химично съединение, срещащо се в представители на семейство Лаврови и Пиперови. Използва се с незаконни цели за производството на MDMA, MDA и MDE. В миналото е използван и в парфюмерията и хранително-вкусовата промишленост.
Представлява безцветно или леко жълтеникаво вещество, присъстващо в концентрация от около 80 – 94% в етеричните масла, получени от растенията. Необходимо е малко количество етерично масло, за да се произведат голям брой хапчета MDMA. 500 ml от това масло може да послужи за производството на приблизително 1300 до 2800 таблетки, всяка от които съдържа около 120 mg MDMA.
Сафролът е посочен като основен прекурсор в табл. 1 от Конвенцията за борба срещу незаконния трафик на упойващи и психотропни вещества. Счита се за потенциален канцероген. Употребата му в храна и каквито и да е продукти, консумирани от човека, е международно забранена.